# Miernik ciśnienia zwieracza ust przełyku
Miernik ciśnienia zwieracza ust przełyku – przyrząd medyczny służący do badania ciśnienia zwieracza ust przełyku.
Miernik jest diagnostycznym urządzeniem medycznym, służącym do wczesnego wykrywania nawrotów choroby  nowotworowej w okolicach przełyku u pacjentów po usunięciu krtani. Wizualizacja zmian i poziomu ciśnienia podczas badania pozwala na określenie możliwości opanowania mowy przełykowej przez pacjenta. Badanie jest również podstawowym elementem typowania pacjentów do wtórnej implantacji protezami głosowymi.
Badanie ciśnienia rozwarcia zwieracza ust przełyku metodą iniekcji stosowane jest w diagnostyce  onkologicznej pacjentów laryngektomowanych. Pozwala na wczesne wykrywanie nawrotów procesu nowotworowego w okolicach ust przełyku. Podczas badania wykorzystuje się aparat do wizualizacji graficznej ciśnienia przebiegu rozwarcia zwieracza ust przełyku u osób po operacyjnym usunięciu krtani. Twórcami metody diagnostycznej opartej na badaniu ciśnienia rozwarcia zwieracza ust przełyku byli Miroslav Seeman, profesor Uniwersytetu Karola IV w Pradze i Janwillem van den Berg. Twórcami rozszerzonej metody diagnostycznej opartej na wizualizacji ciśnienia rozwarcia zwieracza ust przełyku są Wojciech Musialik oraz Jarosław Markowski. Metoda w początkowym okresie była przeznaczona do określenia poziomu, z jakim pacjent może opanować mowę przełykową. Podczas dalszych badań zauważono dodatkowy element diagnostyczny, umożliwiający wczesne wykrycie nawrotów procesu nowotworowego w okolicach ust przełyku. Naukowcy Musialik i Markowski podczas cyklicznych badań odkryli zmianę kształtu wykresu. Zmiana ta była związana z występowaniem nawrotu choroby nowotworowej. Wizualizacja graficzna wykorzystana w tej metodzie pozwala na szybszą ocenę stanu pacjenta, przez co szybsze wdrożenie terapii onkologicznej.